# 1. Tennis-Bundesliga (Herren) 2006
In der 35. Saison der Tennis-Bundesliga der Herren wurde 2006 die Mannschaft von TC Blau-Weiss Halle Deutscher Meister.
Zur Bundesligasaison 2006 wurden die Begegnungen anstatt wie bisher mit sechs Einzeln und drei Doppeln nun mit vier Einzeln und zwei Doppeln gespielt. Daher wurde die Punktevergabe geändert: Bisher bekam die siegreiche Mannschaft für den Sieg einen Tabellenpunkt. Da es mit sechs Spielen auch Unentschieden geben konnte, erhielt die siegreiche Mannschaft ab dieser Saison zwei Tabellenpunkte, bei einem Unentschieden erhielten beide Mannschaften jeweils einen Tabellenpunkt.

## Spieltage und Mannschaften
| Spieltage                                    |
| -------------------------------------------- |
| 1. Spieltag: So., 9. Juli 2006, 11:00 Uhr    |
| 2. Spieltag: So., 16. Juli 2006, 11:00 Uhr   |
| 3. Spieltag: So., 23. Juli 2006, 11:00 Uhr   |
| 4. Spieltag: So., 30. Juli 2006, 11:00 Uhr   |
| 5. Spieltag: Fr., 4. August 2006, 14:00 Uhr  |
| 6. Spieltag: So., 6. August 2006, 11:00 Uhr  |
| 7. Spieltag: Fr., 11. August 2006, 14:00 Uhr |
| 8. Spieltag: So., 13. August 2006, 11:00 Uhr |
| 9. Spieltag: So., 20. August 2006, 11:00 Uhr |

| Mannschaften            |
| ----------------------- |
| 1. FC Nürnberg          |
| Erfurter TC Rot-Weiß    |
| HTC Blau-Weiß Krefeld   |
| Kurhaus Lambertz Aachen |
| Rochusclub Düsseldorf   |
| TC Blau-Weiss Halle     |
| TC Blau-Weiss Neuss     |
| TC Max Aicher Piding    |
| TK Grün-Weiss Mannheim  |
| TV Reutlingen           |

## Saisonüberblick
Durch den Rückzug des TC Rüppurr (7. der Saison 2005) konnte der sportlich als Letzter der Saison 2005 abgestiegene TC Max Aicher Piding auch 2006 in der 1. Bundesliga antreten. Der TC Piding musste nach dem diesjährigen Abstieg aus dem Oberhaus den Rückzug in die Regionalliga Süd antreten. Der zweite sportliche Absteiger des Jahres 2006, der 1. FC Nürnberg, durfte auch 2007 wieder erstklassig spielen.

## Abschlusstabelle
|     | Mannschaft                 | Begegnungen | Punkte | Matches | Sätze | Spiele  |
| --- | -------------------------- | ----------- | ------ | ------- | ----- | ------- |
| 01. | TC Blau-Weiss Halle        | 9           | 16:2   | 40:14   | 88:34 | 617:403 |
| 02. | TC Blau-Weiss Neuss        | 9           | 12:6   | 30:24   | 66:58 | 556:533 |
| 03. | Rochusclub Düsseldorf      | 9           | 11:7   | 30:24   | 72:54 | 570:488 |
| 04. | Erfurter TC Rot-Weiß (N)   | 9           | 10:8   | 30:24   | 68:58 | 555:527 |
| 05. | TK Grün-Weiss Mannheim (M) | 9           | 10:8   | 29:25   | 66:60 | 556:524 |
| 06. | HTC Blau-Weiß Krefeld      | 9           | 09:9   | 28:26   | 63:62 | 545:538 |
| 07. | Kurhaus Lambertz Aachen    | 9           | 08:10  | 30:24   | 68:62 | 553:521 |
| 08. | TV Reutlingen (N)          | 9           | 08:10  | 24:30   | 58:68 | 514:567 |
| 09. | 1. FC Nürnberg             | 9           | 05:13  | 18:36   | 42:76 | 442:558 |
| 10. | TC Max Aicher Piding       | 9           | 01:17  | 11:43   | 29:88 | 360:609 |

|                      |                                                                |
| Zum Saisonende 2005: |                                                                |
| (M)                  | Meister, Meister in der Vorsaison                              |
| (N)                  | Neuling, Aufsteiger aus der 2. Tennis-Bundesliga (Herren) 2005 |

| Zum Saisonende 2006:                                        |
| Meister Absteiger in die 2. Tennis-Bundesliga (Herren) 2007 |

## Mannschaftskader
| Pos. | Name               |
| ---- | ------------------ |
| 1    | Olivier Rochus     |
| 2    | Christophe Rochus  |
| 3    | Florian Mayer      |
| 4    | Robin Vik          |
| 5    | Lukáš Dlouhý       |
| 6    | Sergio Roitman     |
| 7    | Ilija Bozoljac     |
| 8    | Peter Luczak       |
| 9    | Giorgio Galimberti |
| 10   | Stefan Wauters     |
| 11   | Michal Tabara      |
| 12   | Pavel Schalomov    |
| 13   | Daniel Dolbea      |
| 14   | Jochen Matschke    |
| 15   |                    |
| 16   |                    |

| Pos. | Name              |
| ---- | ----------------- |
| 1    | Oliver Marach     |
| 2    | Ivo Minář         |
| 3    | Tomáš Zíb         |
| 4    | Łukasz Kubot      |
| 5    | Younes El Aynaoui |
| 6    | Jan Mertl         |
| 7    | Marco Mirnegg     |
| 8    | Jan Minář         |
| 9    | František Čermák  |
| 10   | Zbynek Mlynarik   |
| 11   | Petr Pála         |
| 12   | Tomáš Cibulec     |
| 13   | Martin Wick       |
| 14   | Matthias Kipp     |
| 15   |                   |
| 16   |                   |

| Pos. | Name                   |
| ---- | ---------------------- |
| 1    | Jürgen Melzer          |
| 2    | Thiago Alves           |
| 3    | Thierry Ascione        |
| 4    | Diego Hartfield        |
| 5    | Santiago González      |
| 6    | Máximo González        |
| 7    | Steve Darcis           |
| 8    | Ivo Klec               |
| 9    | Dennis van Scheppingen |
| 10   | Frederik Nielsen       |
| 11   | Olivier Mutis          |
| 12   | Robert Lindstedt       |
| 13   |                        |
| 14   |                        |
| 15   |                        |
| 16   |                        |

| Pos. | Name                     |
| ---- | ------------------------ |
| 1    | Davide Sanguinetti       |
| 2    | Potito Starace           |
| 3    | Alessio di Mauro         |
| 4    | Carlos Berlocq           |
| 5    | Jiří Vaněk               |
| 6    | Albert Montañés          |
| 7    | Martín Vassallo Argüello |
| 8    | Konstantinos Economidis  |
| 9    | Dominik Meffert          |
| 10   | Michal Mertiňák          |
| 11   | Santiago Ventura         |
| 12   | Jaroslav Levinský        |
| 13   |                          |
| 14   |                          |
| 15   |                          |
| 16   |                          |

| Pos. | Name                |
| ---- | ------------------- |
| 1    | Fabrice Santoro     |
| 2    | Alberto Martín      |
| 3    | Luis Horna          |
| 4    | Juan Mónaco         |
| 5    | Raemon Sluiter      |
| 6    | Albert Portas       |
| 7    | Tomas Behrend       |
| 8    | Álex Calatrava      |
| 9    | Marcel Granollers   |
| 10   | Albert Costa        |
| 11   | Galo Blanco         |
| 12   | Rogier Wassen       |
| 13   | Maximilian Scheiter |
| 14   | David Thomas        |
| 15   |                     |
| 16   |                     |

| Pos. | Name                   |
| ---- | ---------------------- |
| 1    | Jarkko Nieminen        |
| 2    | Jiří Novák             |
| 3    | Rubén Ramírez Hidalgo  |
| 4    | Andreas Seppi          |
| 5    | Andrei Pavel           |
| 6    | Alexander Waske        |
| 7    | Óscar Hernández        |
| 8    | Jérôme Haehnel         |
| 9    | Werner Eschauer        |
| 10   | Andreas Vinciguerra    |
| 11   | Jean-François Bachelot |
| 12   | Christopher Kas        |
| 13   |                        |
| 14   |                        |
| 15   |                        |
| 16   |                        |

| Pos. | Name                  |
| ---- | --------------------- |
| 1    | Agustín Calleri       |
| 2    | Philipp Kohlschreiber |
| 3    | Edgardo Massa         |
| 4    | Flavio Cipolla        |
| 5    | Dieter Kindlmann      |
| 6    | Peter Wessels         |
| 7    | Francesco Aldi        |
| 8    | Tobias Summerer       |
| 9    | Tomas Tenconi         |
| 10   | Philipp Petzschner    |
| 11   | Raphael Özelli        |
| 12   | Marius Meiszies       |
| 13   |                       |
| 14   |                       |
| 15   |                       |
| 16   |                       |

| Pos. | Name               |
| ---- | ------------------ |
| 1    | Daniel Köllerer    |
| 2    | Gabriel Moraru     |
| 3    | Dušan Vemić        |
| 4    | Diego Hipperdinger |
| 5    | Ingo Neumüller     |
| 6    | Martin Hromec      |
| 7    | Markus Hipfl       |
| 8    | Tim Göransson      |
| 9    | Johan Landsberg    |
| 10   | Richard Maier      |
| 11   | Jeremy Jahn        |
| 12   | Toni Moosleitner   |
| 13   | Herwig Kölbl       |
| 14   | Patrick Eichler    |
| 15   |                    |
| 16   |                    |

| Pos. | Name                 |
| ---- | -------------------- |
| 1    | Björn Phau           |
| 2    | Boris Pašanski       |
| 3    | Rainer Schüttler     |
| 4    | Denis Gremelmayr     |
| 5    | Janko Tipsarević     |
| 6    | Fernando Vicente     |
| 7    | Lars Burgsmüller     |
| 8    | Vasilis Mazarakis    |
| 9    | Daniel Elsner        |
| 10   | Alexander Popp       |
| 11   | Juan Pablo Brzezicki |
| 12   | Daniel Müller        |
| 13   | Sebastián Prieto     |
| 14   | Timo Rügler          |
| 15   |                      |
| 16   |                      |

| Pos. | Name                   |
| ---- | ---------------------- |
| 1    | Daniele Bracciali      |
| 2    | Simon Greul            |
| 3    | Răzvan Sabău           |
| 4    | Jean-Christophe Faurel |
| 5    | Olivier Patience       |
| 6    | Iván Navarro           |
| 7    | Gorka Fraile           |
| 8    | Jean-Michel Pequery    |
| 9    | Leonardo Azzaro        |
| 10   | Sebastian Fitz         |
| 11   | Hermes Gamonal         |
| 12   | Marc Herter            |
| 13   |                        |
| 14   |                        |
| 15   |                        |
| 16   |                        |

## Ergebnisse
| Datum/Uhrzeit        | Heimmannschaft          | Gastmannschaft          | Matches | Sätze | Spiele |
| -------------------- | ----------------------- | ----------------------- | ------- | ----- | ------ |
| So. 9. Juli 11:00    | 1. FC Nürnberg          | Erfurter TC Rot-Weiß    | 3:3     | 7:7   | 53:58  |
| So. 9. Juli 11:00    | TV Reutlingen           | Kurhaus Lambertz Aachen | 0:6     | 3:12  | 59:94  |
| So. 9. Juli 11:00    | TC Blau-Weiß Halle      | TC Max Aicher Piding    | 6:0     | 12:1  | 79:30  |
| So. 9. Juli 11:00    | HTC Blau-Weiß Krefeld   | TC Blau-Weiß Neuss      | 2:4     | 5:9   | 73:81  |
| So. 9. Juli 11:00    | TK Grün-Weiss Mannheim  | Rochusclub Düsseldorf   | 3:3     | 7:7   | 73:72  |
| So. 16. Juli 11:00   | 1. FC Nürnberg          | HTC Blau-Weiß Krefeld   | 2:4     | 5:8   | 54:57  |
| So. 16. Juli 11:00   | TC Blau-Weiß Halle      | TV Reutlingen           | 5:1     | 11:4  | 75:42  |
| So. 16. Juli 11:00   | TC Blau-Weiß Neuss      | Rochusclub Düsseldorf   | 2:4     | 5:9   | 51:61  |
| So. 16. Juli 11:00   | TC Max Aicher Piding    | Erfurter TC Rot-Weiß    | 2:4     | 5:8   | 52:61  |
| So. 16. Juli 11:00   | Kurhaus Lambertz Aachen | TK Grün-Weiss Mannheim  | 2:4     | 7:10  | 59:69  |
| So. 23. Juli 11:00   | TV Reutlingen           | Erfurter TC Rot-Weiß    | 4:2     | 8:7   | 60:67  |
| So. 23. Juli 11:00   | Rochusclub Düsseldorf   | TC Blau-Weiß Halle      | 2:4     | 5:9   | 49:64  |
| So. 23. Juli 11:00   | HTC Blau-Weiß Krefeld   | TC Max Aicher Piding    | 6:0     | 12:2  | 71:34  |
| So. 23. Juli 11:00   | TK Grün-Weiss Mannheim  | TC Blau-Weiß Neuss      | 2:4     | 6:9   | 63:63  |
| So. 23. Juli 11:00   | Kurhaus Lambertz Aachen | 1. FC Nürnberg          | 6:0     | 12:0  | 73:22  |
| So. 30. Juli 11:00   | Rochusclub Düsseldorf   | TV Reutlingen           | 5:1     | 11:3  | 71:40  |
| So. 30. Juli 11:00   | HTC Blau-Weiß Krefeld   | TC Blau-Weiß Halle      | 3:3     | 6:8   | 53:64  |
| So. 30. Juli 11:00   | TC Blau-Weiß Neuss      | 1. FC Nürnberg          | 5:1     | 11:3  | 69:41  |
| So. 30. Juli 11:00   | TC Max Aicher Piding    | Kurhaus Lambertz Aachen | 1:5     | 3:10  | 36:67  |
| So. 30. Juli 11:00   | Erfurter TC Rot-Weiß    | TK Grün-Weiss Mannheim  | 2:4     | 6:8   | 70:67  |
| Fr. 4. August 14:00  | 1. FC Nürnberg          | Rochusclub Düsseldorf   | 3:3     | 7:6   | 66:60  |
| Fr. 4. August 14:00  | TV Reutlingen           | TK Grün-Weiss Mannheim  | 3:3     | 8:8   | 59:60  |
| Fr. 4. August 14:00  | TC Blau-Weiß Halle      | Erfurter TC Rot-Weiß    | 4:2     | 9:4   | 69:47  |
| Fr. 4. August 14:00  | TC Max Aicher Piding    | TC Blau-Weiß Neuss      | 2:4     | 5:8   | 57:66  |
| Fr. 4. August 14:00  | Kurhaus Lambertz Aachen | HTC Blau-Weiß Krefeld   | 4:2     | 9:7   | 68:63  |
| So. 6. August 11:00  | 1. FC Nürnberg          | TC Max Aicher Piding    | 3:3     | 7:7   | 62:45  |
| So. 6. August 11:00  | Rochusclub Düsseldorf   | Kurhaus Lambertz Aachen | 4:2     | 9:5   | 62:43  |
| So. 6. August 11:00  | TC Blau-Weiß Neuss      | TV Reutlingen           | 1:5     | 2:10  | 47:72  |
| So. 6. August 11:00  | TK Grün-Weiss Mannheim  | TC Blau-Weiß Halle      | 1:5     | 3:10  | 42:61  |
| So. 6. August 11:00  | Erfurter TC Rot-Weiß    | HTC Blau-Weiß Krefeld   | 5:1     | 10:3  | 70:49  |
| Fr. 11. August 14:00 | 1. FC Nürnberg          | TK Grün-Weiss Mannheim  | 3:3     | 6:6   | 54:56  |
| Fr. 11. August 14:00 | TV Reutlingen           | HTC Blau-Weiß Krefeld   | 2:4     | 5:9   | 50:63  |
| Fr. 11. August 14:00 | TC Blau-Weiß Halle      | TC Blau-Weiß Neuss      | 3:3     | 8:6   | 65:55  |
| Fr. 11. August 14:00 | TC Max Aicher Piding    | Rochusclub Düsseldorf   | 2:4     | 4:9   | 44:65  |
| Fr. 11. August 14:00 | Kurhaus Lambertz Aachen | Erfurter TC Rot-Weiß    | 1:5     | 4:11  | 54:76  |
| So. 13. August 11:00 | TV Reutlingen           | 1. FC Nürnberg          | 3:3     | 7:6   | 67:54  |
| So. 13. August 11:00 | Rochusclub Düsseldorf   | HTC Blau-Weiß Krefeld   | 3:3     | 8:6   | 64:56  |
| So. 13. August 11:00 | TK Grün-Weiss Mannheim  | TC Max Aicher Piding    | 6:0     | 12:0  | 73:26  |
| So. 13. August 11:00 | Kurhaus Lambertz Aachen | TC Blau-Weiß Halle      | 2:4     | 4:9   | 49:67  |
| So. 13. August 11:00 | Erfurter TC Rot-Weiß    | TC Blau-Weiß Neuss      | 3:3     | 7:6   | 55:57  |
| So. 20. August 11:00 | TC Blau-Weiß Halle      | 1. FC Nürnberg          | 6:0     | 12:1  | 73:36  |
| So. 20. August 11:00 | HTC Blau-Weiß Krefeld   | TK Grün-Weiss Mannheim  | 3:3     | 7:6   | 60:53  |
| So. 20. August 11:00 | TC Blau-Weiß Neuss      | Kurhaus Lambertz Aachen | 4:2     | 10:5  | 67:46  |
| So. 20. August 11:00 | TC Max Aicher Piding    | TV Reutlingen           | 1:5     | 2:10  | 36:65  |
| So. 20. August 11:00 | Erfurter TC Rot-Weiß    | Rochusclub Düsseldorf   | 4:2     | 8:8   | 51:66  |